# Pla de la Crossa
El Pla de la Crossa és una plana de camps de conreu del terme municipal de l'Estany, a la comarca del Moianès.
Està situat a tocar i al nord-oest del nucli urbà de l'Estany, a ponent de la masia de la Crossa, al nord del cementiri municipal i de la capella del Sant Crist del Fossar i als peus, sud-sud-est, del Puig de la Caritat. És també a llevant del Collet de Sant Pere i del lloc on hi ha les restes de la capella de Sant Pere del Coll de la Crossa.

## Etimologia
És un topònim romànic modern de caràcter descriptiu: és el pla que s'estén al costat de ponent de la masia de la Crossa.